# Gare de Rodez
Gare de Rodez vasútállomás Franciaországban, Rodez településen.

## Vasútvonalak
Az állomást az alábbi vasútvonalak érintik:
- Capdenac-Rodez-vasútvonal
- Castelnaudary–Rodez-vasútvonal
- Sévérac-le-Château-Rodez-vasútvonal

## Kapcsolódó állomások
A vasútállomáshoz az alábbi állomások vannak a legközelebb:
- Gare de Saint-Christophe (Gare de Capdenac, Capdenac-Rodez-vasútvonal)
- Gare de Luc-Primaube (Castelnaudary–Rodez-vasútvonal)
- Gare de Laissac (Sévérac-le-Château-Rodez-vasútvonal)